# Lingue zan
Le lingue zan, o zanuri, sono un sottogruppo linguistico delle lingue caucasiche meridionali (cartveliche) comprendente le lingue mingrelia e laz, le quali presentano una delle più forti affinità linguistiche nell'ambito della famiglia cartvelica. Infatti, nonostante il mingrelio e il laz non siano completamente mutuamente intelligibili, i parlanti di ciascuna delle due lingue può riconoscere parole dell'altra.
La lingua proto-zan veniva parlata nell'antica Colchide, sulla costa sudorientale del Mar Nero, durante l'età del bronzo. Per questa ragione, il linguista Akaki Shanidze ha proposto il nome di lingue colchiche. Il termine zan, invece, viene dal nome greco-romano di una delle principali tribù colchiche, quasi del tutto identico al nome dato ai mingreli dagli svan, un gruppo cartvelico nord-occidentale.

## Classificazione
Secondo Ethnologue, la famiglia delle lingue zan comprende:
- lingua laz [codice ISO 639-3 lzz]
- lingua mengrelia [xmf]

## Storia
La lingua proto-zan si è separata dalla lingua proto-cartvelica nell'VIII secolo a.C.,  ed era parlata da un comunità contigua che si estendeva lungo la costa del Mar Nero, dall'odierna Trebisonda sino alla Georgia occidentale.
Nella metà del VII secolo, i proto-zan vennero separati dalle intrusioni di popolazioni di lingua georgiana, scacciati dall'Iberia (Georgia orientale) dalla spinta degli arabi, che presero il controllo delle regioni di Imereti, Guria e Agiaria.
Separati dalla geografia, e più tardi dalla politica e dalla religione, i dialetti settentrionale e meridionale della lingua proto-zan finirono per trasformarsi in mingrelio e laz. Poiché la differenziazione si completò in età moderna, non è insolito trovare menzione di un'unica "lingua zan". Attualmente, il laz viene parlato dai laz nella Turchia (e in una piccola zona dell'Agiaria), mentre il mingrelio è parlato dai mingreli principalmente nella Mingrelia e in Abcasia.

## Fonti
- (EN)  Amerijibi-Mullen, Rusudan (ed., 2006), K'olxuri (megrul-lazuri) ena: Colchian (Megrelian-Laz) language. ICGL (Universali: Tbilisi Georgia), www.icgl.org. (vedi anche  la recensione di questo libro, di Andrew Higgins. (DOC). URL consultato il 22 settembre 2009 (archiviato dall'url originale il 1º marzo 2012).)
- (EN)  Jost Gippert/Irakli Dzocenidze/Svetlana Ahlborn,  Lingue zan. (archiviato dall'url originale il 1º marzo 2012). Armazi Project: Accademia Georgiana di Scienze (Istituto Chikobava di Linguistica).